# Tätigkeitsverb
Tätigkeitsverben bilden eine Bedeutungsklasse von Verben. Sie bezeichnen Situationen, die unter der Kontrolle eines bewussten, u. U. absichtlich handelnden Verursachers (Agens) stehen; demzufolge bezeichnet im Aktivsatz ihr grammatisches Subjekt dieses Agens. Verben dieser Art können einen festen Endpunkt des Geschehens angeben (telische Verben) oder nicht (atelische Verben). Oft wird die Bezeichnung Tätigkeitsverb allerdings auf atelische Verben eingeschränkt, ihre telischen Gegenstücke können dann als Handlungsverben bezeichnet werden.

## Beispiele
- Peter fährt Rad.
- Mama lernt Englisch.
- Sie bringt mir Kuchen.
- Der Vater baut ein Baumhaus.

Die ersten beiden Beispiele oben zeigen atelische Verben, die letzten beiden telische (die Situation wird dabei begrenzt durch die Ankunft des Kuchens bzw. die Existenz einer fertigen Hütte).
Manche Verben können in Bezug auf diese Klassifikation mehrdeutig sein: 
- Karl schwimmt im See. Tätigkeitsverb
- Das Boot schwimmt auf dem See. Vorgangsverb